# DDA40X型柴油机车
DDA40X型柴油机车是美国通用汽车易安迪公司（GM-EMD）在1960年代末为联合太平洋铁路研制的一款超大功率电力传动柴油机车，这也是至今世界上单节功率最大、单节长度最长的柴油机车。DDA40X型柴油机车是专门用于牵引快速重载货物列车、采用双机组设计的6,600马力干线货运柴油机车，装用两套16-645E3-A型涡轮增压柴油机及AR12型交流发电机，但由于美国铁路对于双机组大功率柴油机车的兴趣不大，该型机车并没有进行过大批量生产。1969年至1971年间，易安迪公司仅生产了47台DDA40X型柴油机车。

## 发展历史

### 开发背景
1950年代，聯合太平洋鐵路与美国机车公司、通用电气公司合作，开发了一系列大功率燃气轮机车以取代大男孩型蒸汽机车，创造出当时世界上输出功率和牵引力最大的铁路机车。至1960年代初，由于石油和塑料工业的快速发展造成重油价格持续上涨，聯合太平洋鐵路希望订购新型大功率柴油机车以节省燃料成本。因此，根据聯合太平洋鐵路提出的技术要求，美国的三大铁路机车制造商各自研制了5000～5500马力等级的大功率干线货运柴油机车，分别为通用电气公司的U50型柴油机车、易安迪公司的DD35型柴油机车、以及美国机车公司的世纪855型柴油机车。1965年，易安迪还在DD35型柴油机车的基础上，为联合太平洋铁路研制了具备司机室的DD35A型柴油机车。
1965年底，易安迪公司宣布推出“40系列”标准型柴油机车，这一系列的机车实现了高度的标准化，全部采用645系列柴油机，功率等级范围为1000～6000马力，当中除了包括装用16缸涡轮增压发动机、3000马力等级的GP40、SD40型柴油机车，装用16缸机械增压发动机、2000马力等级的GP38、SD38型柴油机车，以及装用20缸涡轮增压发动机、3600马力等级的SD45型柴油机车之外，产品目录中还提供了一款6000马力等级的DD40A型柴油机车，装用两台16缸涡轮增压发动机，相当于将两台GP40型柴油机车结合在一起。然而，当时没有一家铁路公司有意订购DD40A型柴油机车，即使是对大功率机车需求若渴的联合太平洋铁路，亦只是对单机组设计的SD45型柴油机车更感兴趣，结果DD40A型柴油机车从1966年产品目录取消，成为一个从来只存在于图纸上的项目。

### 设计构思
从1967年下半年开始，联合太平洋铁路开始研究及规划该公司未来的牵引动力型谱。1968年初，联合太平洋铁路引进了SD45型柴油机车，希望它可以作为牵引快速重载货物列车的主型机车，但其试验结果和柴油机可靠性尚不能完全令人满意。与此同时，易安迪公司亦正在寻找一个展示及验证最新技术成果的机会，希望将一些新的可靠性功能集成到一个新型机车设计中。因此，联合太平洋铁路和易安迪公司顺理成章地一拍即合，并于1968年3月达成了共同开发新型大功率干线货运柴油机车的合作意向，新机车被定型为DDA40X型柴油机车，型号尾字母“X”代表着该车型的试验性质（eXperimental），而当初无人问津的DD40A型柴油机车亦得以另一种方式成为现实。
DDA40X型柴油机车的设计思想，是尽可能提高机车的可靠性及可维护性的同时，又能实现最大限度地提升机车功率的目标。虽然这款机车是从上一代的DD35、DD35A型柴油机车的基础上发展而来，但它不仅吸收了“40系列”柴油机车的成熟经验，还应用了许多准备用于下一代“Dash-2”系列柴油机车的最新技术。当中最重要的改变在于模块化电子控制系统的设计，在控制电路广泛采用了易于更换的插入式印刷电路板，取代使用寿命较短且可靠性较低的有触点机械开关，便于迅速查找故障并节省维护时间。这款机车的另一个特点是具有全功率自负荷试验功能的电阻制动装置，使其可以自行完成柴油机及发电机组的负载性能试验，而无需依赖机务段的外部试验设备。

### 黄金时期

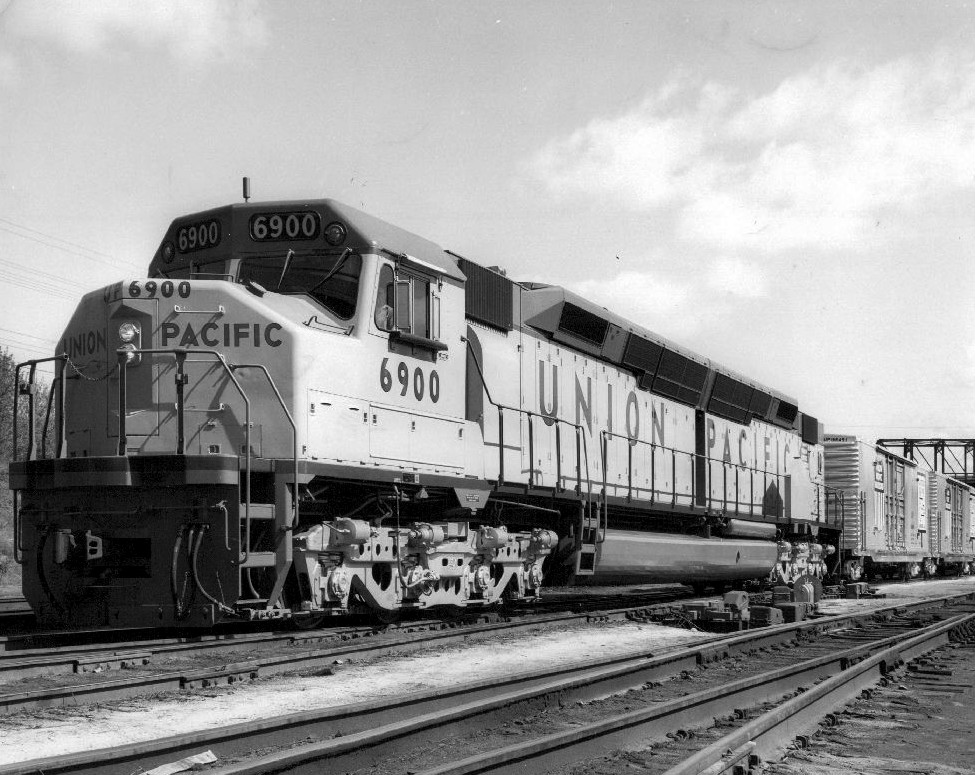
刚刚出厂准备参与“金道釘特快列車”庆祝活动的6900号机车（1969年）

1969年4月，首台DDA40X型柴油机车赶及在第一條橫貫大陸鐵路通车百周年庆典前夕交付使用，这时距离联合太平洋铁路和易安迪公司展开研制项目仅十三个月。1969年5月10日，首台DDA40X型柴油机车参与了在猶他州鹽湖城举行了“金道釘特快列車”庆祝活动。其余46台机车自1969年6月起开始交付，并一直持续到1971年9月。DDA40X型柴油机车可分为两个生产批次，其中第一批机车于1969年4月至12月交付，机车编号为6900～6924；第二批机车于1970年6月至1971年9月交付，机车编号为6925～6946；除了一些非常微小的差异外，两批机车的结构性能基本上相同。
在1970年代，DDA40X型柴油机车主要用于牵引联合太平洋铁路的快速重载货物列车，尤其是将集装箱拖车装在铁路平车上的背负式列车，其运用范围基本上以内布拉斯加州北普拉特为中心，从北普拉特到加利福尼亚州的洛杉矶，以及北普拉特到俄勒冈州的波特兰，在这两条繁忙干线上都可见到DDA40X型柴油机车的身影。在这里，DDA40X型柴油机车的牵引功率大、起动加速快、赶点能力强的优势得以充分发挥，以北普拉特至犹他州奥格登的快速货物列车为例，由DDA40X型柴油机车牵引的运行时间，比起用其他单位重量马力相同的机车牵引可缩短45分钟。
DDA40X型柴油机车拥有相当高的运用强度，投入运用后首五年内大多数机车的走行里程已超过100万英里，而且平均每月走行里程还在不断增长，1975年平均每台机车每月走行15,000英里，1976年每月走行约17,000英里，至1977年这个数字已达到19,000英里。1976年3月至1977年4月，联合太平洋铁路对DDA40X型柴油机车展开“无故障”计划，旨在提高这款机车的可靠性，对主要电气部件包括柴油机、主发电机和牵引电动机进行检修和翻新。DDA40X型柴油机车通常都以多节重联的形式运用。1973年夏季，北普拉特至洛杉矶的快速货车开始以双机牵引；1974年夏季，北普拉特至洛杉矶的快速货车开始以四节DDA40X型柴油机车牵引，北普拉特至波特兰的快速货车亦开始以三节DDA40X型柴油机车牵引。1976年起，联合太平洋铁路考虑到多式联运的发展和燃油效率的因素，部分SD40-2型柴油机车被改成与DDA40X型柴油机车相同的传动比，由两节DDA40X型机车与一节SD40-2型机车重联，组成俗称巨无霸的机车组来牵引快速货物列车，自此以后三机或四机重联的DDA40X型柴油机车成为绝响。

### 退下火线

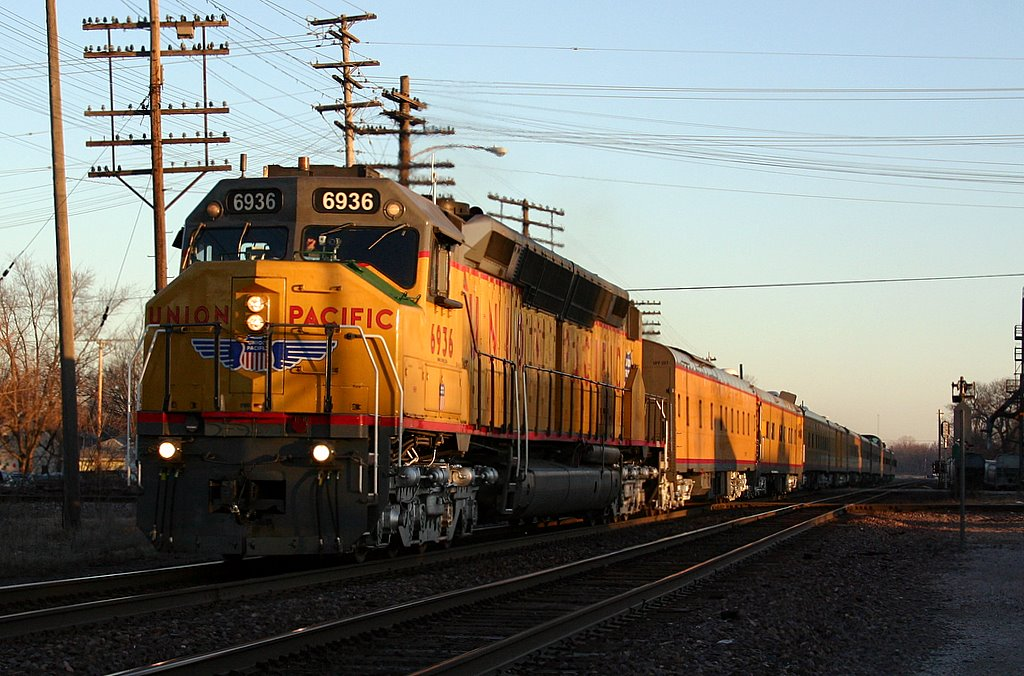
牵引特别游览列车的6936号机车（2008年）

1980年代，受到第二次石油危机和紧缩性货币政策的影响，美国陷入一个相当严峻的经济衰退时期，铁路货运量也因而呈现下滑状态。同时，DDA40X型柴油机车的维护成本也随着走行里程与日俱增，至1980年大多数机车的走行里程已达220万英里，使联合太平洋铁路倾向使用结构简单可靠、运用灵活性更高的SD40-2型柴油机车和C30-7型柴油机车。除此之外，因承载式燃油箱导致的车体底架结构强度问题也一直困扰着DDA40X型柴油机车。1980年5月至8月期间，大部分DDA40X型柴油机车（不包括因事故报废的2台机车）陆续被封存，分批存放于艾奥瓦州康瑟尔布拉夫斯、内布拉斯加州北普拉特、犹他州盐湖城、内华达州拉斯维加斯等地。1982年2月，全数45台DDA40X型柴油机车被转移至加州耶莫集中存放。
1982年至1983年，联合太平洋铁路曾经与易安迪公司洽商，希望将DDA40X型柴油机车脱手，并折价贴换新的SD40-2型柴油机车，但这个计划因价格原因未能成事。即使联合太平洋铁路有意订购SD40-2型柴油机车，但当时新一代的SD50、GP50型柴油机车已经投产，而且新机车亦因易安迪忙于应付订单而无法在短时间内交付。1983年美国经济和铁路货运开始出现复苏，促使联合太平洋铁路考虑重新启用DDA40X型柴油机车。1984年1月，为了评估重新启用DDA40X型柴油机车的可行性，联合太平洋铁路抽调出其中两台机车并将其恢复到运用状态，铁路公司认为这样虽然需要投入一定的维修成本，但仍然比购置新的SD50型柴油机车便宜，而且亦无需浪费时间等候新车交货。
1984年2月下旬，联合太平洋铁路将40台DDA40X型柴油机车转移到盐湖城和北普拉特，准备对其进行检修后再度投入服务；其中25台机车在随后一个月内恢复到运用状态，至于因状况较差而放弃修复的15台机车，则于1984年4月再次被封存，并于同年6月正式报废拆解，可用的零部件被用于维持其余机车的正常运转。至1984年底随着铁路货运量增长放缓，DDA40X型柴油机车陆续停运退役。1985年5月，所有DDA40X型柴油机车已被封存并等待处置。此后，联合太平洋铁路自行保留了6936号机车，将其列入文物车队并用来牵引不定期游览列车，这也是唯一一台得到动态保存的DDA40X型柴油机车。另外，还有十多台DDA40X型柴油机车被保存于各地作为静态展示。

## 技术特点

### 总体布置

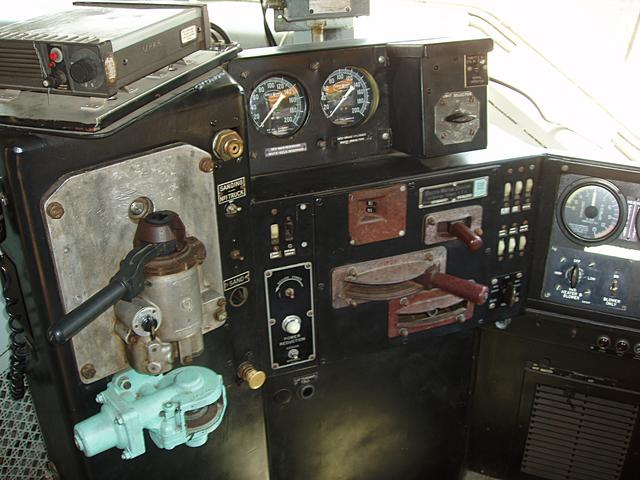
DDA40X型柴油機車的司机操縱台

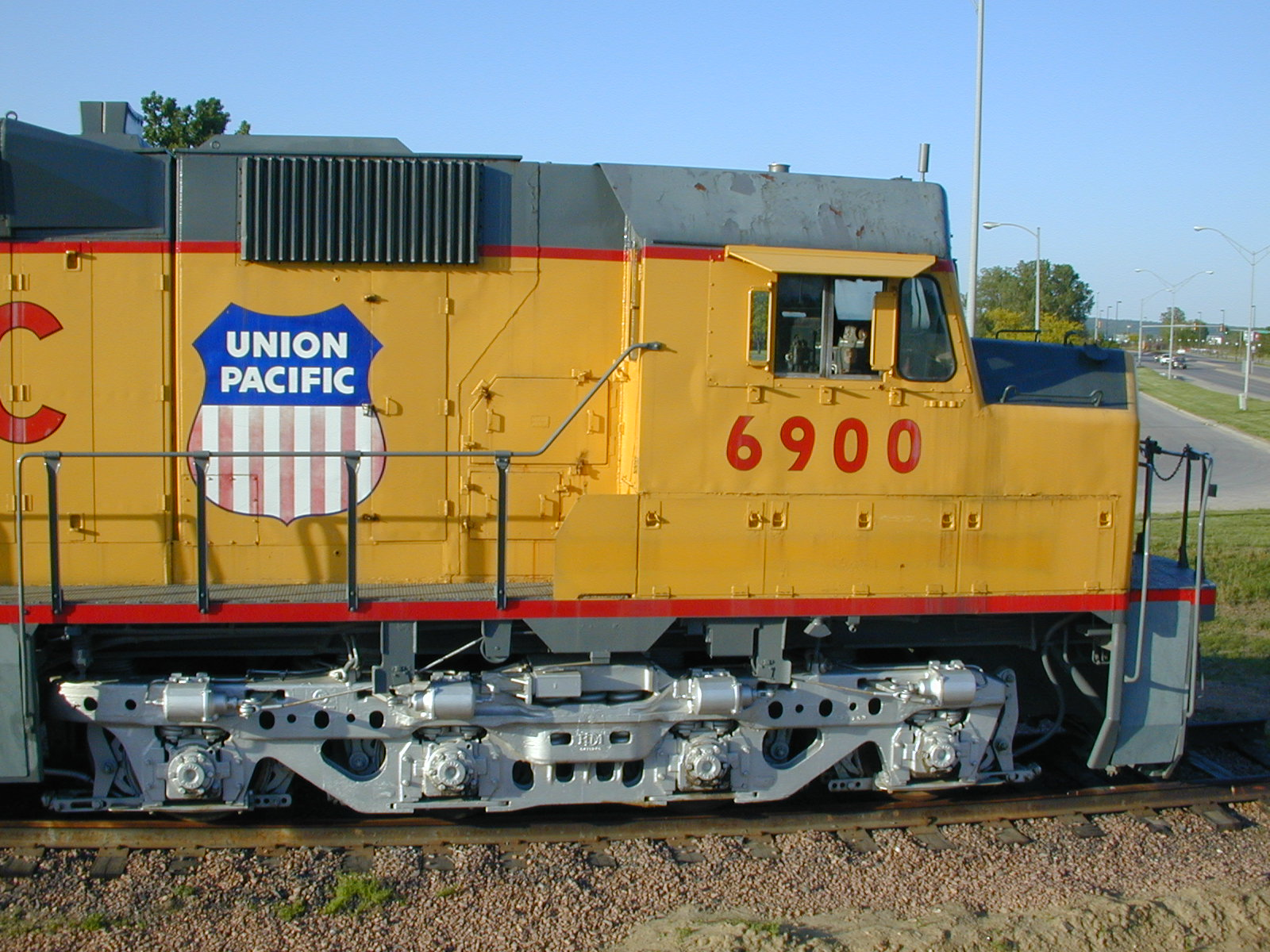
DDA40X型柴油機車采用的四轴转向架

DDA40X型柴油机车是以上一代的DD35、DD35A型柴油机车为基础，结合当时易安迪最新的技术研发成果而设计的单节八轴柴油机车。机车车体采用底架承载结构、双侧外走廊、单端司机室的罩式车体，DDA40X型柴油机车也是世界上单节长度最长的柴油机车，车体底架长度达到30,143毫米（98英尺5英寸），转向架中心距为19,812毫米（65英尺）。机车具备多机重联运行控制的能力，多节机车可连接成一个机车组，通过相互之间的重联插座和接线，可实现在其中一节机车上对整个机车组集中控制。
机车走行部为两台完全相同且可交换使用的四轴转向架，其结构与联合太平洋铁路燃气轮机车使用的转向架大致相同，采用导框式轴箱定位、两系弹簧悬挂装置（一系为轴箱螺旋圆弹簧，二系为摇枕螺旋弹簧）、垂向与横向橡胶摩擦减振器、双侧闸瓦制动、心盘牵引装置。车体中部设有一个焊接在底架上的承载式大容量燃油箱，总容积为31,300公升（8,280美制加仑），实际可用油量为31,256公升（8,257美制加仑），当油箱满载燃油时其重量就高达30公吨。
车体从前端至后端分隔为辅助室、司机室、第一动力室、第一冷却室、第二冷却室、第二动力室等部分。辅助室位于司机室前端的全宽度短罩内，设有砂箱和蓄电池组。司机室部分则采用了已经在FP45型柴油机车得到应用的全宽度司机室，这也是后来北美安全司机室（North American Safety Cab）设计的雏形。两个动力室及冷却室采用纵向对称布置。每个动力室设有一台柴油发电机组，以及电气控制柜、空气滤清器、牵引电动机通风机、主发电机通风机、辅助发电机、起动电动机等辅助设备，而制动电阻及其冷却通风机则位于柴油机上方。冷却室内顶部设有散热器和三个冷却风扇，在其下方设有一台螺杆式空气压缩机。

### 动力装置
DDA40X型柴油机车的动力装置为两台3,300马力、16气缸、二冲程、水冷式、涡轮增压的16-645E3-A型柴油机，它是在SD40、GP40型柴油机车所使用的16-645E3型柴油机的基础上改进而来，通过将额定转速从每分钟900转提升至每分钟950转，从而使柴油机功率由3,000马力提升至3,300马力。气缸直径为91⁄16英寸（230），活塞行程为10英寸（254毫米），压缩比为14.5：1。

### 传动系统
传动系统采用交—直流电传动，两套电传动装置各自驱动每台转向架上的四台牵引电动机；柴油机输出轴通过联轴器驱动AR12型交流发电机，发出的交流电通过大功率硅整流装置转换为直流电，然后供给D77X3型直流牵引电动机。AR12型交流发电机是在AR10型交流发电机基础上提高容量的三相同步发电机，最大持续电压为1,450伏特，最大持续电流为4,800安培，定子及转子绕组采用H级和F级硅胶绝缘材料。硅整流器安装在发电机的壳体末端。D77X3型牵引电动机为无磁场削弱的四极直流串励电动机，额定电流为1120安培，定子采用硅胶绝缘材料，转子采用杜邦卡普顿聚酰亚胺绝缘薄膜，牵引电动机采用轴悬式驱动及单边齿轮传动，齿轮传动比为3.27（59：18）。

### 制动系统
制动系统方面，DDA40X型柴油机车设有空气制动和电阻制动，这两套制动系统可同时配合使用。空气制动系统采用西屋空气制动公司（WABCO）的26-L型空气制动机，具有自动制动、单独制动、重联控制等功能。在电阻制动工况时，牵引电动机变为他励直流发电机工作，每两台牵引电动机并联连接，分为四组与制动电阻串联连接。为了扩大电阻制动的应用范围，DDA40X型柴油机车设有加馈电阻制动，使其可在低速时维持接近最大制动力，直到速度低于约6英里/小时后才失去效用。除此之外，DDA40X型柴油机车亦是第一款具备全功率自负荷试验功能的柴油机车，可使用制动电阻作为负载电阻并进行自负荷试验。

## 重大事故
- 1974年4月6日，联合太平洋铁路6903号机车（本务机车）与6924号机车重联牵引货物列车，当运行至加利福尼亚州南部的卡洪隘口（英语：Cajon Pass）时与一列圣塔菲铁路的货物列车发生追尾相撞。事故后6903号机车因严重损毁而报废，被转移到盐湖城机车检修工厂并拆除了所有可用的零部件，余下的车体则作为废金属处理，于1974年6月卖给了犹他州的一家废料回收公司[5]。
- 1978年8月27日，联合太平洋铁路8046号机车（本务机车，SD40-2型柴油机车）与6937、6921号机车重联牵引快速货物列车，当列车运行至怀俄明州岩石点（英语：Point of Rocks, Wyoming）时与侵入线路限界的铁路捣固机相撞，事故造成8046、6937、6921号机车脱轨颠覆。 8046、6937号机车被转移到内布拉斯加州奥马哈机车检修工厂进行修理，于1978年12月修复完毕并恢复运用。而报废的6921号机车被转移到犹他州的盐湖城机车检修工厂，拆除了所有可用的零部件后余下的车体则作为废金属处理，于1978年12月卖给了犹他州的一家废料回收公司[5]。

## 車輛保存

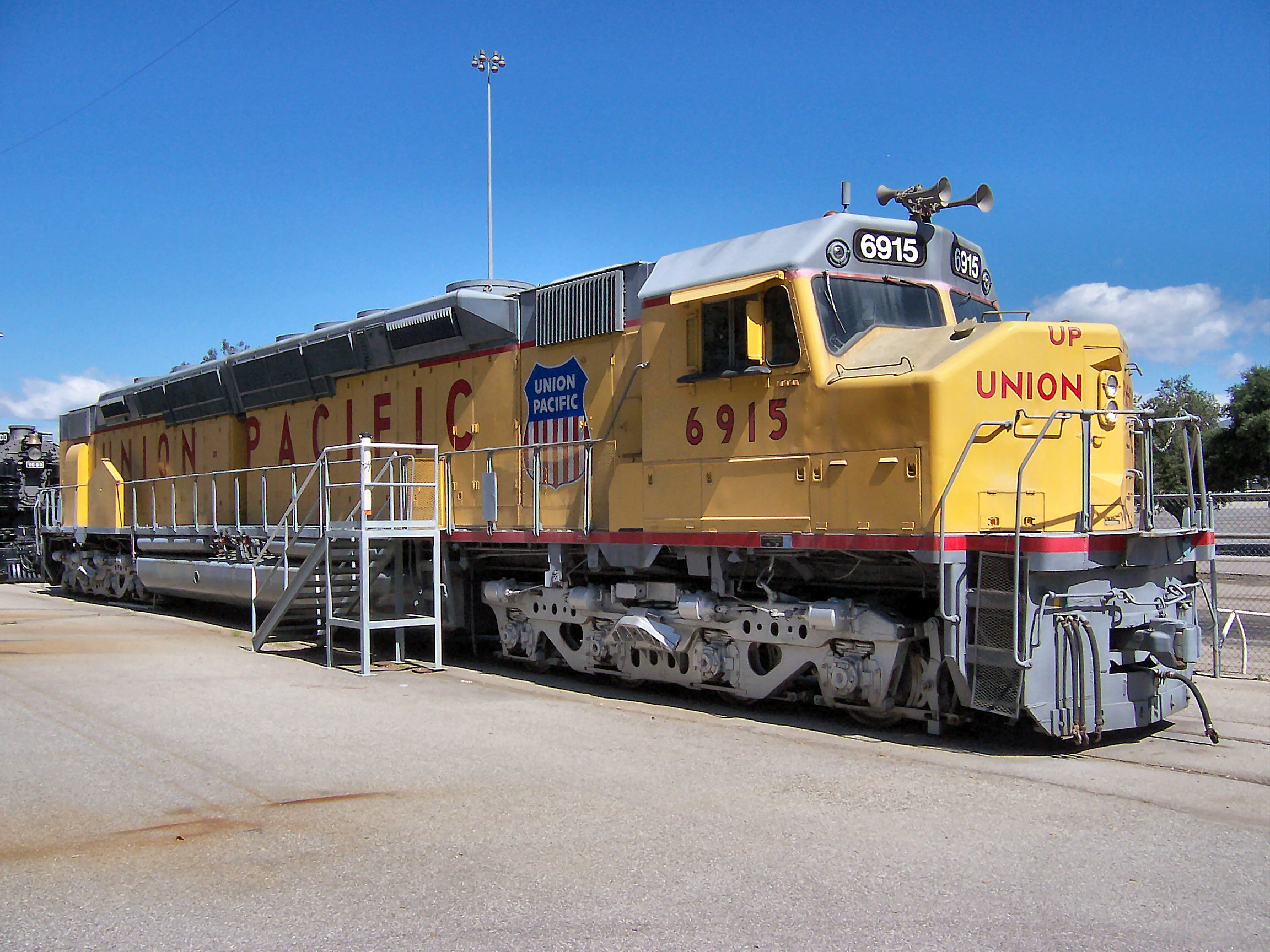
保存于洛杉矶县波莫纳的6915号机车

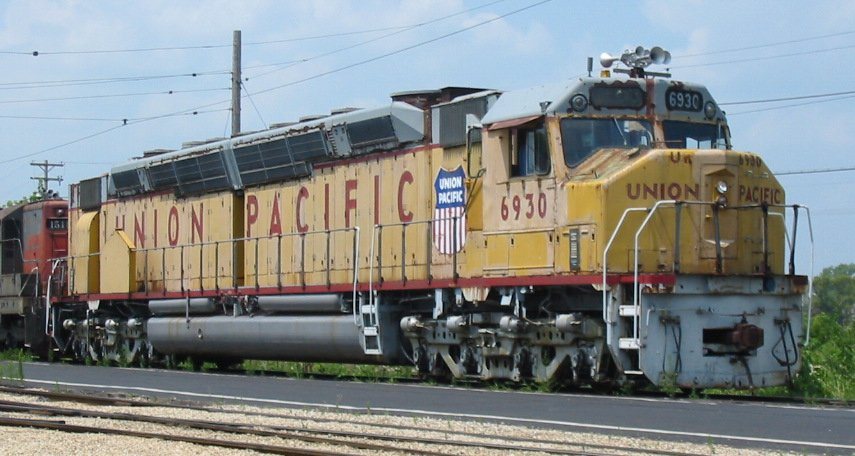
保存于伊利诺伊铁道博物馆的6930号机车

- 6900号机车：联合太平洋铁路于1986年11月将其捐赠予內布拉斯加州奧馬哈市政府，并安置于肯弗利克公園（英语：Kenefick Park）向公众展示。
- 6901号机车：联合太平洋铁路于1986年3月将其捐赠予愛達荷州波卡特洛市政府，并安置于罗斯公园向公众展示。
- 6911号机车：联合太平洋铁路于1983年3月将其捐赠予墨西哥科学技术研究院，后来移交墨西哥联邦电力监察委员会（CFE），并安置于墨西哥城技術博物館（MUTEC）向公众展示，这是唯一一台在美国国外展示的DDA40X型柴油机车[6]。
- 6913号机车：联合太平洋铁路于1986年3月将其捐赠予德克萨斯州政府，安置在位于達拉斯的美國鐵路博物館（英语：Museum of the American Railroad）向公众展示[7]。
- 6915号机车：联合太平洋铁路于1985年5月将其捐赠予铁路与机车历史学会南加州分会，并于1987年7月起安置在位于加利福尼亚州洛杉矶县波莫纳的洛杉矶展览会场（英语：Fairplex）向公众展示。
- 6916号机车：联合太平洋铁路于1986年1月将其捐赠予犹他州奥格登的犹他州铁路博物馆（英语：Union Station (Ogden, Utah)）向公众展示。
- 6922号机车：联合太平洋铁路于1985年10月将其捐赠予内布拉斯加州北普拉特市政府，并安置于科迪公园向公众展示。
- 6925号机车：退役后于1987年4月由达科他南方铁路（英语：Dakota Southern Railway）买下，已被拆除柴油机、发电机、压气机、牵引电动机等设备，存放于南达科他州张伯伦。
- 6930号机车：联合太平洋铁路于1985年8月将其捐赠予堪萨斯州斯莫基希尔铁路历史学会，至1991年移交位于伊利诺伊州麦克亨利县的伊利諾伊鐵道博物館向公众展示。
- 6936号机车：属于联合太平洋铁路文物车队，并用来牵引不定期游览列车，是唯一一台仍可正常运用的DDA40X型柴油机车。
- 6938号机车：自1989年11月起展示于联合太平洋铁路詹克斯机车检修工厂正门口，位于阿肯色州珀拉斯凯县北小石城（英语：North Little Rock, Arkansas）。
- 6944号机车：联合太平洋铁路于1984年8月将其捐赠予密苏里州圣路易斯的圣路易斯交通博物馆（英语：Museum of Transportation）。
- 6946号机车：联合太平洋铁路于1984年8月将其捐赠予羽毛河铁路协会，并安置在位于加利福尼亚州波托拉的西太平洋铁路博物馆（英语：Western Pacific Railroad Museum）向公众展示。

## 参看
- U50型柴油机车
- DD35型柴油机车
- DD35A型柴油机车
- 世纪855型柴油机车
- 克劳斯-玛菲ML4000型柴油机车